# Zhi-Vago
Zhi-Vago is een Duitse progressive houseband, geproduceerd door Claudio Mangione en Gottfried Engels. Het was meest succesvol met de single "Celebrate (the Love)", dat een top tien hit was in Frankrijk en in Zwitserland. De hoogste positie in België was 16 en heeft 10 weken in de Ultratop 50 gestaan. De volgende single "Dreamer", was een hit in Frankrijk.

## Discografie

### Singles
- "Celebrate (the Love)" (1996) (Dancesmash op Radio 538)
- "Dreamer" (1996)
- "With or Without You" (1997)
- "Teardrops from Heaven" (1997)
- "On My Mind" (2000)
- "Celebrate the Love 2002" (2002)